# Breitbrunn (powiat Haßberge)
Breitbrunn – miejscowość i gmina w Niemczech, w kraju związkowym Bawaria, w rejencji Dolna Frankonia, w regionie Main-Rhön, w powiecie Haßberge, wchodzi w skład wspólnoty administracyjnej Ebelsbach. Leży w Haßberge, około 15 km na wschód od Haßfurtu.

## Dzielnice
W skład gminy wchodzą następujące dzielnice: Breitbrunn, Hermannsberg, Lußberg, Kottendorf, Edelbrunn, Hasenmühle.

## Demografia
| Rok  | Liczba mieszk. |
| ---- | -------------- |
| 1970 | 950            |
| 1987 | 961            |
| 2000 | 1.075          |
| 2005 | 1.084          |

## Polityka
Wójtem jest Günther Geiling z CSU. Rada gminy składa się z 13 członków:
|      | CSU | SPD | Wolni Wyborcy | Lista Obywateli | Razem     |
| 2002 | 7   | 1   | 2             | 3               | 13 miejsc |

## Oświata
(na 1999)

W gminie znajduje się 50 miejsc przedszkolnych (z 51 dziećmi).